# Блора (округ)
Блора (индон. Blora) — округ в провинции Центральная Ява, Индонезия. Административный центр — город Блора. Население — 829 728 чел. (2010).

## География
Округ находится на востоке центральной части острова Ява. Граничит с округами Рембанг и Пати на севере, Боджонегоро на востоке, Нгави на юге (оба последних — в провинции Восточная Ява) и Гробоган на западе.
Общая площадь, занимаемая округом — 1820,59 км². Высота над уровнем моря колеблется в пределах от 96 до 280 метров. Примерно половину территории округа занимают леса, четверть — плантации риса и ещё четверть — все остальные виды земельных угодий. К рисовым полям подведены оросительные каналы.
Климат влажный тропический. Годовое количество осадков — 2638 мм.

## Административное деление и демография
В административном плане округ делится на 16 районов:
| №  | Название     | Площадь, км² | Население, чел. |
| -- | ------------ | ------------ | --------------- |
| 1  | Банджареджо  | 106,79       | 56 041          |
| 2  | Блора        | 79,79        | 87 970          |
| 3  | Богореджо    | 490          | 24 160          |
| 4  | Чепу         | 48,97        | 77 880          |
| 5  | Джапах       | 103,4        | 34 099          |
| 6  | Джати        | 183,61       | 47 736          |
| 7  | Джепон       | 107,42       | 60 385          |
| 8  | Джикен       | 162,22       | 37 947          |
| 9  | Кедунгтубан  | 106,86       | 55 397          |
| 10 | Краденан     | 109,51       | 38 739          |
| 11 | Кундуран     | 127,89       | 65 030          |
| 12 | Нгавен       | 56,48        | 61 646          |
| 13 | Рандублатунг | 211,13       | 73 285          |
| 14 | Самбонг      | 88,75        | 26 971          |
| 15 | Тоданан      | 149,44       | 60 226          |
| 16 | Тунджунган   | 103,39       | 43 651          |

## Религия
В численном плане абсолютно преобладают мусульмане. Также в округе проживают представители и других конфессий — протестанты, католики и др.
| Конфессия     | Последователей, чел. |
| ------------- | -------------------- |
| Ислам         | 816 688              |
| Протестантизм | 8158                 |
| Католицизм    | 2910                 |
| Индуизм       | 226                  |
| Конфуцианство | 63                   |
| Буддизм       | 48                   |
| Другие        | 110                  |

## Экономика
Основу местной экономики составляют сельское хозяйство, строительство, туризм и гостиничный бизнес и др.
В округе выращивают такие сельскохозяйственные культуры, как рис, кукуруза, соя, цитрусовые, хлопок. Также развито и животноводство — местные жители разводят крупный рогатый скот, овец и коз. Также местные жители занимаются рыболовством; развита аквакультура.
Что касается производства, то в Блоре более распространены мелкие кустарные промыслы, предприятия малого и среднего бизнеса, кооперативы.
Общая протяжённость автомобильных дорог — 658 км. Телефонизация в настоящее время не велика, на 2007 год количество абонентов, подключённых к телефонной сети, составляло всего 10 240.
В прошлом (с 1978 по 1984 г.) в Блоре работал аэропорт.